# Caprala
Caprala és un lloc del municipi de Petrer, pertanyent a la comarca del Vinalopó Mitjà, al País Valencià.

## Història
Cap a mitjan segle segle xix, el lloc, ja en aquells dies pertanyent a Petrer, tenia comptabilitzades set cases. Apareix descrit en el cinqué volum del Diccionario geográfico-estadístico-histórico de España y sus posesiones de Ultramar de Pascual Madoz amb les següents paraules:
| «                      | CAPRALA: cas. de la prov. de Alicante, part. jud. de Monóvar, térm. jurisd. de Petrel: sit. hacia el N. de esta v., y tiene unas 7 casas diseminadas, con un diputado de justicia nombrado por el alc., cuya misión es la misma que dijimos en el cas. Canadas (V.) El terreno es bastante montuoso y pedregoso, y prod. cereales, almendra, vino y aceite. pobl.: 7 vec. | » |
| — (Madoz 1846, p. 506) | |   |

En català:
| «                      | CAPRALA: cas. de la prov. d'Alacant, part. jud. de Monòver, term. jurisd. de Petrer: sit. cap al N. d'aquesta v., i té unes 7 cases disseminades, amb un diputat de justícia nomenat per l'alc., la missió del qual és la mateixa que vam dir en el cas. Canadas (V.) El terreny és bastant montuós i pedregós, i prod. cereals, ametla, vi i oli. pobl.: 7 veïns. | » |
| — (Madoz 1846, p. 506) | |   |